# Nogometno prvenstvo Jugoslavije – Hrvatsko-slovenska liga 1952./53.
Hrvatsko-slovenska liga u sezoni 1952./53. bila je liga drugog  stupnja nogometnog prvenstva Jugoslavije u sezoni 1952./53..
Na prijedlog Nogometnog saveza Hrvatske osnovana je Hrvatsko-slovenska liga u koju je ušlo šest klubova iz Hrvatske (sudionici doigravanja za prvaka Hrvatske) i četiri iz Slovenije (po plasmanu u Republičkoj ligi).
| Poredak | Klub                 | Utakmica | Broj pobjeda | Broj remija | Broj poraza | Broj postignutih golova | Broj primljenih golova | Gol-razlika | Broj Bodova |
| ------- | -------------------- | -------- | ------------ | ----------- | ----------- | ----------------------- | ---------------------- | ----------- | ----------- |
| 1.      | Proleter Osijek      | 18       | 13           | 2           | 3           | 50                      | 18                     | +48         | 28          |
| 2.      | Odred Ljubljana      | 18       | 12           | 1           | 5           | 46                      | 21                     | +25         | 25          |
| 3.      | Šibenik              | 18       | 10           | 3           | 5           | 42                      | 26                     | +16         | 23          |
| 4.      | Tekstilac Varaždin   | 18       | 9            | 3           | 6           | 31                      | 28                     | +3          | 21          |
| 5.      | Kvarner Rijeka       | 18       | 8            | 4           | 6           | 30                      | 28                     | +2          | 20          |
| 6.      | Branik Maribor       | 18       | 8            | 3           | 7           | 29                      | 34                     | —5          | 19          |
| 7.      | Metalac Zagreb       | 18       | 4            | 5           | 9           | 22                      | 31                     | —9          | 13          |
| 8.      | Slavija Karlovac     | 18       | 4            | 4           | 10          | 23                      | 38                     | —15         | 12          |
| 9.      | Železničar Ljubljana | 18       | 4            | 3           | 11          | 22                      | 44                     | —22         | 11          |
| 10.     | Rudar Trbovlje       | 18       | 4            | 0           | 14          | 23                      | 51                     | —28         | 8           |

- Viši rang:
  - Proleter (Osijek) i Odred (Ljubljana) su se kroz kvalifikacije plasirali u Prvu saveznu ligu
  - Šibenik i Branik (Maribor) – sudjelovali u kvalifikacijama za Drugu saveznu ligu – uspjeli
  - Tekstilac (Varaždin) je sudjelovao u kvalifikacijama za Drugu saveznu ligu – nije uspio

- Ispali:
  - Rudar (Trbovlje) i Slavija (Karlovac) po plasmanu – i republičkom ključu

- Novi članovi:
  - Iz Hrvatske: Split, Lokomotiva (Rijeka) i Sloboda (Varaždin) – poslije prvog kruga te Borovo i Segesta (Sisak) – poslije dodatnih kvalifikacija
  - Iz Slovenije: Kladivar (Celje) i Korotan (Kranj) – direktno, a Izola poslije kvalifikacija

- Napomene:
  - Za narednu sezonu liga je proširena s 10 na 12 klubova
  - Željezničar (Ljubljana) je za narednu sezonu promijenio ime u ŽNK Ljubljana